# 武汉会战
武漢會戰（1938年6月11日－1938年10月25日）是中國抗日戰爭初期的最後一場會戰，橫跨安徽省、江西省、河南省、浙江省及湖北省等广阔地域大規模戰役，国民政府军事委员会委员长蔣中正領導中国第5、第9战区部队，以湖北武汉地区为中心，抗擊由日本陆军大将畑俊六指揮的华中方面军，大約在1938年秋開始逐漸佔領了除了租界以外的武漢全境，日軍慘勝標誌著初期抗戰的結束，中日邁入抗戰中期的膠著階段。
該戰役共進行了四個半月，武汉会战包括：马当战役、九江战役、黄梅战役、广济战役、田家镇战役、瑞昌战役、马头镇战役、星子战役、万家岭战役、富金山战役和信阳战役。是中國抗日戰爭初期中時間最長、規模最龐大和最出名的戰役，而作戰結束之後日本發動會戰次數與規模漸少，中国抗战態勢也由战略防御转为战術相持的游擊戰，此後汪精衛發表艷電並成立南京偽政府，戰爭動能也暫歇多年，一直到1941年日本突襲珍珠港後，美軍與國軍聯合作戰後，另一輪戰火才開始再次啟動。不過，直至1944年一號作戰前，日軍再沒有大型作戰與武漢會戰規格相同。

## 背景
1937年7月7日，日軍對中國實施全面入侵，北平及天津不到一個月落入日軍手中，整個華北平原暴露在日軍面前，11月12日日軍在淞滬會戰中攻佔上海，南京有陷落的危險，中華民國國民政府於是宣佈遷都重慶市，在上海、南京沦陷后，國民政府及民营部门、大批难民、以及各种战略物资大举西迁至西南重慶，其中大部分因運輸不及仍滞留于武汉。加上武汉原有的工业、经济、文化基础，到1937年底，武汉已成为國民政府的實質首都。因此在1938年，武漢週邊集結了國民政府的大量資源，包括自蘇聯所得到的軍事及技術援助（蘇聯航空志願隊）。
日本方面，由於1937年開始的諸次軍事行動讓日本感到兵源匱乏開始逐步增兵，增兵加上前線開銷使得日本平時經濟體系無法負荷；軍費的開銷迫使近衛文磨於1938年改組內閣，並於同年5月5日發布國家總動員法，日本自此正式進入戰時經濟體制。
戰時經濟體制的推行雖然減緩了日本財政破產的速度，但是長久下去並非辦法，加上对苏联军事实力的顾虑， 日方急欲在短期内迅速逼垮國民政府，以便聚集更多資源以便進行北進以及南進政策。正如日本天皇裕仁在武汉会战前的御前会议中所说，要给国民政府最后致命的一击，迫使中国投降，不愿再见到“帝国雄师百万受制于中国”。因此日本对于武汉会战也是倾举国之力，孤注一掷。据战后发现日军文件所述，“陆军为汉口作战倾注了全力，没有应变之余力”，连日本本土仅留的一个近卫师团也待命随时准备增援武汉。

### 武漢的重要性
武漢位於長江中游，是當時中國第二大城市，人口超過二百萬，該市被長江及漢水分成三部分： 武昌、漢口及漢陽，武昌是政治中心，漢口是商業的集中地及漢陽是工業重鎮，在粵漢鐵路和京汉铁路建成後，它是中國內陸的重要交通中心，同時也是將南方港口運來的對外援助運往內陸的樞紐。日军侵占南京（参见南京保卫战）后，国民政府虽西迁重庆，但政府机关大部和军事统帅部却在武汉，武汉实际上成为当时全国军事、政治、经济中心和戰時首都，當時中國的軍事力量集中保衛武漢，日本政府及中國遠征軍總部均預期武漢陷落將令中國停止抵抗。

### 战前准备
1937年12月13日，國民政府軍事委員會拟定保卫武汉作战计划。在徐州失守后，即调整部署，先后调集约50个军130个师和各型飞机200余架、各型舰艇及佈雷小轮40余艘，共100万余人，利用大别山、鄱阳湖和长江两岸地区有利地形，组织防御，保卫武汉。由第五战区司令长官李宗仁（7月中旬～9月中旬由白崇禧代理）指挥23个军所部负责江北防务；第九战区司令长官陈诚指挥27个军负责江南防务。另以第一战区在平汉铁路（今北京一汉口）的郑州至信阳段以西地区，防备华北日军南下；第三战区在安徽芜湖、安庆间的长江南岸和江西南昌以东地区，防备日军经浙赣铁路（杭州一株洲）向粤汉铁路（广州一武昌）迂回。
1938年5月日军攻陷徐州后，积极准备扩大侵略战争。决定先以一部兵力攻占安庆，作为进攻武汉的前进基地，然后以主力沿淮河进攻大别山以北地区，由武胜关攻取武汉，另以一部沿长江西进。后因黃河花園口決堤，日軍被迫中止沿淮河主攻武汉的计划，改以主力沿长江两岸进攻。4日，日军司令官畑俊六指挥第2、第11军共约140个大队35万兵力负责对武汉的作战。以冈村宁次指挥第11军5个半师沿长江两岸主攻武汉；东久迩宫稔彦王指挥第2军4个半师沿大别山北麓助攻武汉。以及海军及川古志郎第3舰队120余艘舰艇，日本第一个飞上天的飞行员德川好敏男爵中将的航空兵团500余架飞机，另以华中派遣军直辖的5个师团分别担任对上海、南京、杭州等地区的警备任务，以巩固后方，保障此次作战。

## 序幕
武漢會戰的戰火在1938年2月18日於日軍的空襲中展開，這場空戰被稱為二一八空戰，中國擊退了日軍的進攻。
3月24日，日本國會通過了國家總動員法，授權政府可無限投入經費支持戰爭，作為總動員令的一部分，国民徵用令亦容許日本政府徵兵。
4月29日，日本陸航對武漢實施大規模轟炸以慶祝裕仁天皇的生日，中國方面由於事前已知道其目的加強準備，該場戰役被稱為四二九空戰，是中日戰爭中其中一場最大規模的空戰，中國空軍共擊落日機21架而只損失了12架飛機。
在1938年5月徐州陷落後，日本政府計劃大規模入侵漢口及攻佔武漢，以消滅國民革命軍之主力，另一方面，國民政府亦在準備武漢週邊的部隊整訓以及防線規劃，因而在武漢附近集結了超過一百萬的軍隊、大約200架飛機及30艘軍艦防守武漢。並在河南地區設置了前緣防線滯遲徐州當地日軍的進攻，但由于中日实力悬殊使得河南防線迅速崩潰；為了爭取到更多時間以加固武漢之防衛，國民政府在6月9日於鄭州花園口自行炸開黃河堤壩，稱為花園口決堤事件，并宣称决堤乃日军所为。花园口决堤雖阻延了日軍對武漢的進攻，但是亦導致500,000至900,000名平民死亡，這亦導致1939年華北很多城市出現泛濫。

## 主要戰場

### 長江以南
6月13日，日軍登陸部隊佔領安徽省會安慶市:279。這被視為武漢會戰的開端，在長江南岸，中國第9戰區在鄱陽湖以西部署了一個團，另一個團被部署在江西省九江市一帶。6月29日，日軍艦隊通過馬當水閘:281。日本第11軍的主力沿長江南岸進攻，日軍波田支隊於7月23日在九江市以東登陸，中國軍隊雖然嘗試阻止，但未能阻止日軍第106師團登陸及在7月26日攻佔九江，波田支隊沿長江西進及在8月10日於瑞昌市東北登陸及進攻該城，防守的國民革命軍第2兵团在得到第32集團軍的增援下實施阻擊，但是當日軍第9師團加入進攻後，中國軍隊無力再戰及瑞昌終於在8月24日被佔領，第9師團及波田支隊繼續沿長江前進，而第27師團則同時進攻箬溪，中國軍隊第30及第18軍團沿瑞昌-箬溪公路及附近地區抵抗，戰況僵持了一個多月，直至10月5日第27師團攻佔箬溪後，日軍轉向東北前進在10月18日攻佔了在湖北省的辛潭铺及向達之前進。
日本陸軍鐵道運輸單位於8月15日運送1,078名補充人員至第101師團與配屬單位，其中583人是補充到第101師團下轄的4個步兵聯隊，考慮到步兵作戰傷亡的比例肯定遠高於其他單位，此批補充人員難以反映該師團真實傷亡狀況，實際上的第101師團所下轄的4個步兵聯隊因陣亡與傷重後送所造成的需補充缺額肯定遠高於583人(輕傷者應不在補充範圍內)。
與此同時，日軍及江上支援艦隊繼續沿江西進及在瑞昌西面遇到中國第31軍及第32集團軍的反抗，當馬當鎮及富金山 (在陽新縣)被攻佔後，中國第2兵团部署了第6、第56、第75及第98軍連同第30集團軍加強江西地區的防禦，戰役直至10月22日因中國喪失了在陽新縣、達之及在湖北省的其它城鎮才結束，日軍第9師團及波田支隊接近武昌。

### 萬家岭

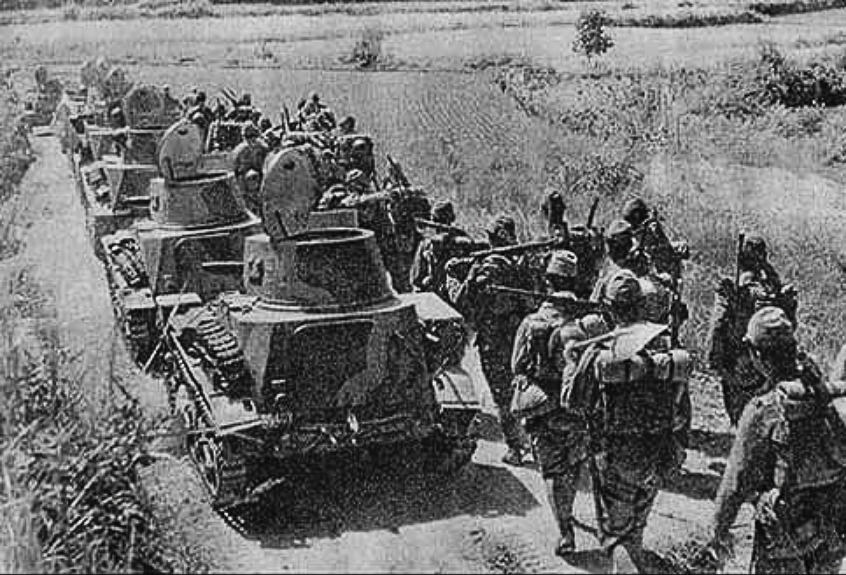
向武漢推進的日軍

當日軍進攻瑞昌時，日軍第106師團在南面沿南潯鐵路(南昌市 - 九江市)前進，防守的中國第2兵团第29集團軍及第4軍和第8集團軍倚仗廬山及南潯鐵路北面抵抗，結果日軍潰退失利。
8月20日日軍第101師團從湖口县渡過鄱陽湖增援第106師團，他們突破中國第25軍的防線及攻佔新芝，又與第106師團協同嘗試攻佔德安县及南昌市，以保障西進日軍的南翼，中國第1兵团司令薛岳命令第66軍、第74軍、第4軍、第29軍會同第25軍在馬當要塞及江西省德安县以北阻击日军，戰況陷入僵持狀態。
6月20日，第106師團定員人數為23,440人，經歷過長期激烈戰鬥的大量消耗之後，即便曾經接收補充人員1,818人（第106師團在消耗慘重的情形之下，日軍本土留守單位也只能給予1,818名補充人員，補充後該師團定員之缺額依舊甚多，足見武漢會戰日軍作戰傷亡消耗極其嚴重，以至使補充人員供不應求），到了9月30日萬家嶺戰役前夕第106師團定員僅存15,889人，可見在萬家嶺戰役之前第106師團就已有9,369人從定員中除名，這9,369名第106師團定員除名者很有可能絕大多數是因為戰死與傷重後送回國而被除名（輕傷現地住院與傷病康復歸隊者應不包括在內）。
接近9月底，日軍第106師團以4個联队的兵力迂迴至德安县以西的萬家嶺地區，薛岳命令第4軍、第66軍及第77軍側擊日軍，日軍第27師團試圖增援，但被埋伏在萬家嶺以西百歲街的中國第32軍軍長商震阻擊，10月7日中國軍隊實施最後總攻擊以包圍日軍，激戰持續了三天，日军第106师团突围失利。10月8日至11日，第74军51师153旅与日军106师团147联队反复争夺张古山阵地（日军106师团部所在地附近唯一制高点），最终被国军攻克。
10月10日由於遭到孤立及缺乏補給，日軍第106師團（由於有部分兵力駐守九江，實際參戰人數約1萬3千人）以及前來援救的第101師團，第27師團，第9師團，4個師團遭受重創，而且在武漢會戰中投入的青木、池田、木島、津田，四個旅團，在包圍圈被殲滅；並且喪失指揮作戰能力，所以緊急空投數百名軍官；4個師團最後僅僅約略1500殘部兵力突圍逃出，中國方面史稱萬家嶺大捷。
根據日軍第106師團在10月20日提出的人馬現員表，至該日第106師團定員從9月30日的15,889人下降至12,890人，配屬部隊則從9月30日的3,148人下降至10月20日的2,806人，總計定員下降了3,341人，而第106師團的2,700名補充人員則在萬家嶺戰役前的九月下旬抵達九江，並與第106野砲兵聯隊一同於10月2日出發，並於10月7日抵達箬溪準備追及師團主力，第106師團在萬家嶺戰役結束後的10月20日至31日期間接收此批人數為2,700名的補充人員，然10月31日第106師團的人馬現員表卻顯示該師團人數為12,425人，比10月20日反而下降了465人，代表10月20日至31日該師團又有3,100-3,200多人從定員中除名，考慮這段期間第106師團騎兵大隊435人因配屬第101師團而自人馬現員表除名與參與萬家嶺戰役之配屬部隊的定員除名人數，估計第106師團與配屬部隊大約有6,500-6,600人在萬家嶺戰役期間因陣亡、被俘、傷重後送回國與補給斷絕而餓病死而自定員當中除名（輕傷現地住院與傷病康復歸隊者應不包括在內），足見第106師團於萬家嶺戰役遭遇毀滅性打擊絕非虛言。
戰後，西元2000年，日本戰史承認，第101師團、第106師團、第27師團，第9師團，4個師團遭受重創，及其轄屬旅團、聯隊、大、中、小、支隊，確為傷亡慘重、損失極大。神社中，祭拜戰死人數，呈倍數增加，在當時，確是不敢承認，是為穩定社會、安定民眾信心。

### 長江以北
在山東，石友三1,000名流動部隊打進濟南城，堅守幾天；游擊隊短時間佔領煙台:282。常州以東到上海一帶是「忠義救國軍」控制，名義上司令官是戴笠，在上海郊區和黃浦江對岸一帶游擊，由青幫和洪門組成，暗殺間諜和漢奸，犧牲100多人；8月13日「忠義救國軍」潛入日軍虹橋機場升起一面中國國旗:268-269。在長江以北，日軍第6師團在7月24日自安慶突破了中國第31及第68軍的防線，在8月3日攻佔太湖县、宿松县及黄梅县(屬於湖北省)，當日軍繼續西進後，中國第5戰區第4兵团部署兵力在廣濟、湖北及田家鎮以迎擊日軍，第11集團軍及第68軍被命令在黄梅县佈置防線，而第21集團軍、第26軍及第29集團軍向南移動以側擊日軍。
中國軍隊在8月27日收復太湖县及8月28日收復宿松县城，但8月30日日軍增援，第11集團軍及第68軍發動的反攻不成功，他們後撤至廣濟連同第26、第86及第55軍抵抗日軍，第4兵团命令第21集團軍及第29集團軍從黃梅東北側擊日軍，但未能阻止日軍前進，9月6日廣濟失陷，9月8日第4兵团反攻收復廣濟。9月8日武穴失陷，日軍之後包圍田家鎮要塞，第4兵团利用第2軍增援第87軍防守要塞，及以第26、第48及第86軍協同側擊日軍，但是面對擁有強大火力和豐富作戰經驗的日軍遭遇巨大傷亡，然日軍死傷也極其慘重，根據日方戰後出版的部隊史紀錄，僅第6師團下轄之步兵第13聯隊就在田家鎮攻防戰死傷3,000多人，等於幾乎全聯隊覆沒，同樣參與長江以北作戰的日軍第116師團獨立山砲兵第2聯隊亦於10月10日隔年2月5日接收310名補充人員填補因陣亡與傷重至殘所導致的永久性損失（可恢復之傷兵應不在補充範圍，據此推論該聯隊於本次會戰作戰傷亡應1,000名左右）。日軍在9月29日攻佔田家鎮要塞及繼續西進，於10月24日攻佔黃陂及迫近漢口。

### 大別山

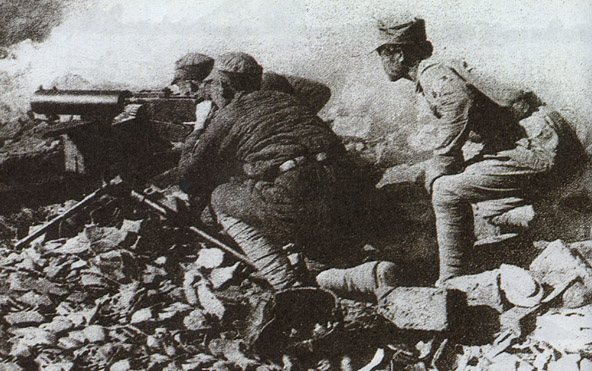
中國軍隊的機關槍

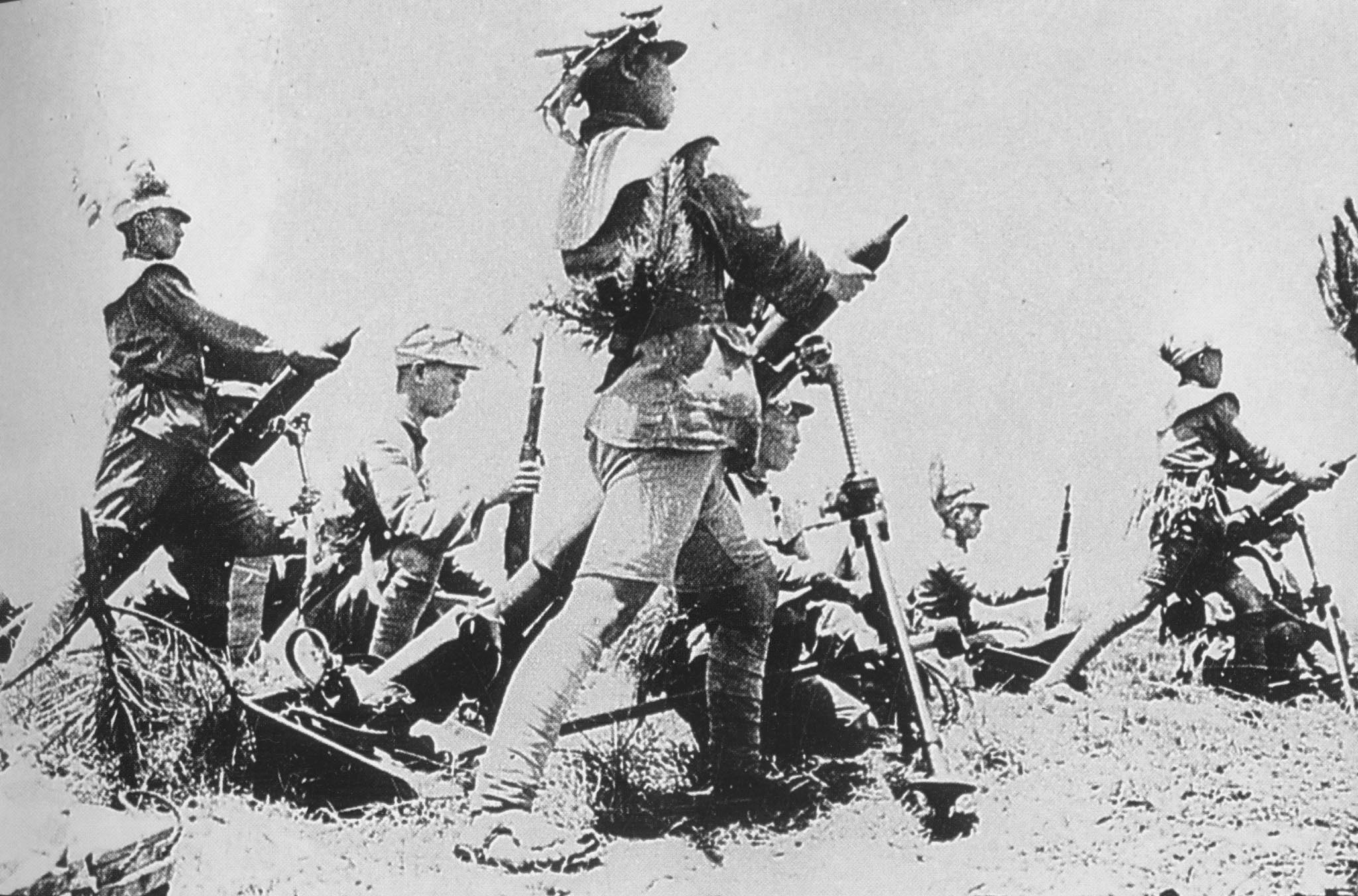
武漢會戰期間，防守信陽地區的國民革命軍第十七軍團

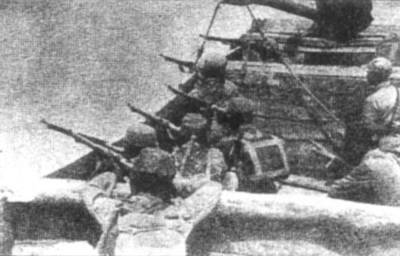
武漢戰役中，防守長江地區的國民革命軍

在大別山以北，第五战区第3兵团將第51、第19集團軍及第77軍部署在安慶的六安及霍山地區，第71軍防守富金山及固始县(隸屬河南省)地區，第2集团军在河南省的商城及湖北省的麻城，第27集團軍及第59軍在黃河地區及第17軍團在信陽組織防禦。
8月底日本第2軍分兩路從合肥進攻，南路的第13師團突破了國軍第77軍的防線、攻佔霍山及轉向葉家集，鄰近的第71軍及第2集團軍利用已有陣地抵抗，第13師團進攻受阻及要求第16師團增援，9月16日日軍攻佔商城，守軍撤至商城以南地區，依據大別山的戰略據點繼續抵抗，10月24日日軍攻佔麻城。
北路的日軍為第10師團，他們突破了國軍第51軍的防線和在8月28日攻佔六安，9月6日他們攻佔固始县城及繼續西進，國軍第27集團軍及第59軍集結在黃河地區抵抗，經過十日的激戰，日軍在9月19日渡過黃河，9月21日第10師團擊破國軍第17軍團及第45軍，攻佔廬山，他們繼續西進，但面對國軍在信陽以東發動反擊而退回廬山，日本第2軍利用第3師團增援，與第10師團協同進攻信陽，10月6日迂迴到新塘及攻佔平漢鐵路的柳林車站，10月12日日本第2軍攻佔信陽及進至平漢鐵路南面，會同第11軍一同進攻武漢。
參與本次會戰的第13師團下轄的步兵第65聯隊於1938年10月10日至1939年1月2日共接收4批次共1,139名補充人員，考慮重傷致殘者以外的傷兵應不在補充範圍內，該聯隊多數參戰人員應於本次會戰遭國軍擊斃或擊傷，足見戰況之激烈。

## 廣東作戰
由於武漢地區的戰事仍然僵持，中國自國外的戰爭物資仍持續自南方港口輸入，日軍在此時決定抽調3個師的後線部隊對中國的海上生命線施加壓力，故決定以兩棲登陸的方式占領廣東沿海港口。由於廣東地區的粵軍主力多抽調支援武漢會戰，故占領的步調出乎各方意料的順利，不到半個月的時間廣州地區淪陷。
日軍在各處的攻擊接連告捷，同時完成包圍武漢的行動。因為廣東的失守讓武漢的戰略地位不再重要，固守亦失去實質意義，為了保全有生實力國民政府決定棄守武漢，日軍在10月26日攻佔武昌及漢口、10月27日攻佔漢陽，日軍完成攻佔武漢三鎮的行動。

## 化學武器的使用
根據吉見義明及星野松野的資料，日本陸軍大臣發出「臨參命」對中國人使用化學武器，在武漢戰役期間，閑院宮載仁親王傳達天皇命令，從1938年8月至10月在375處使用有害氣體，雖然海牙公約第23章、凡爾賽條約第171章及華盛頓條約有關在戰爭中使用潛艇和有害氣體的條款第5章已禁止使用化學武器，而國際聯盟在5月14日的決議亦被日本皇軍採納。

## 總結

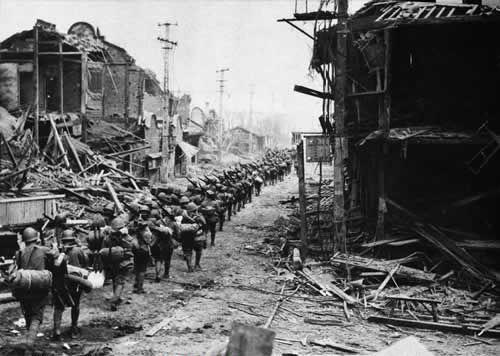
1938年10月25日進入武漢的日軍

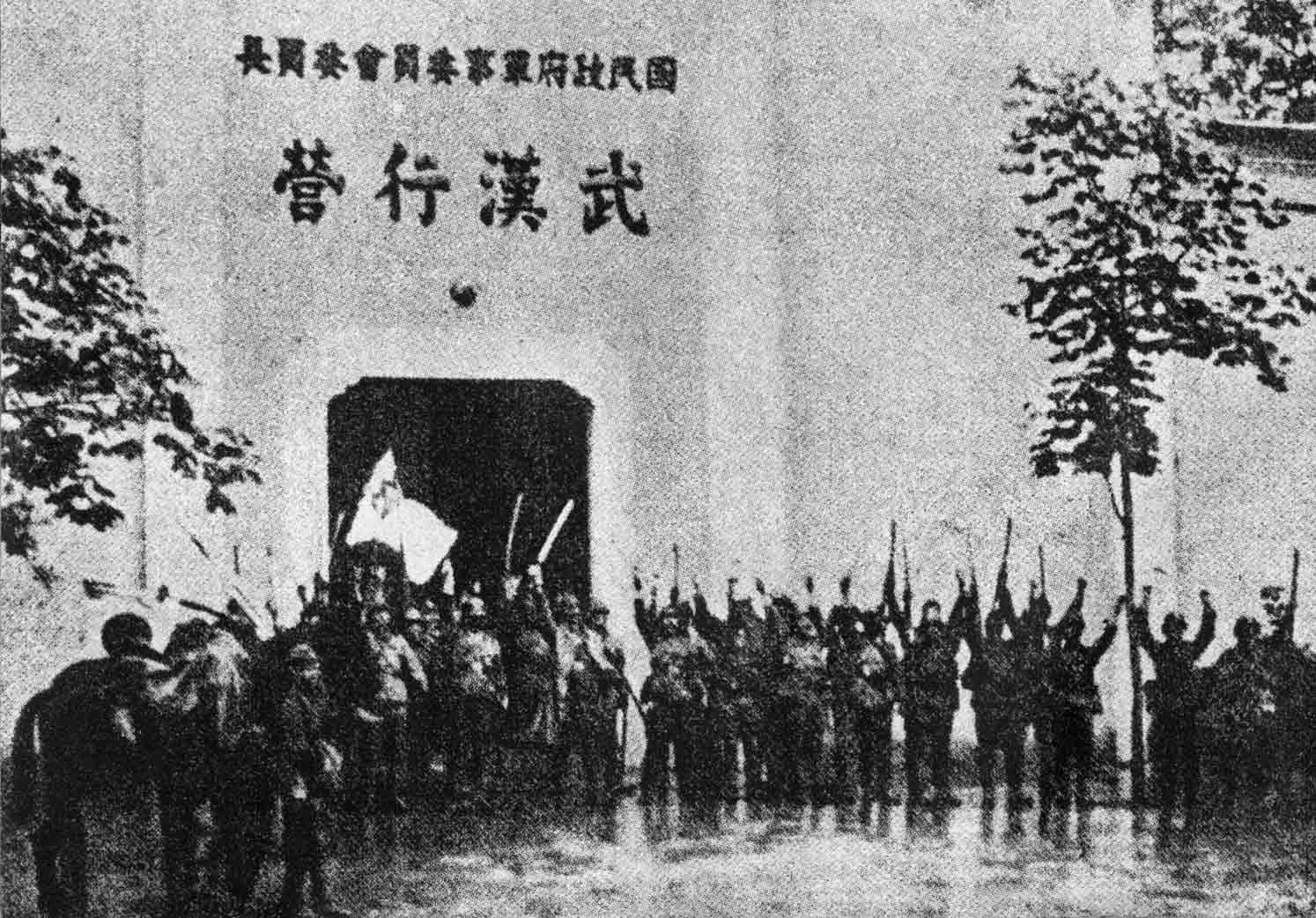
慶祝攻佔武漢的日軍

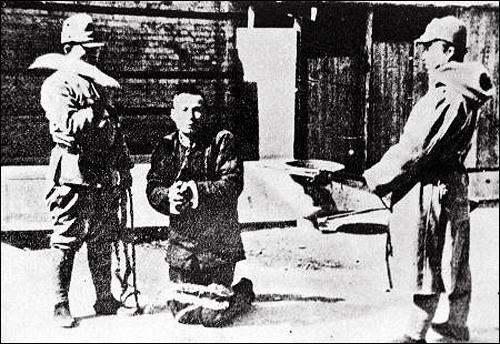
壮丁无辜被绑押往活埋

經過四個月激戰，國府空軍耗損極大，海軍基本被消滅，日軍成功攻佔除了漢口法國租界外的武漢全境，但是國軍大部分主力仍在，日軍被削弱。日本戰前目的是在武漢作最後決戰、以消滅國軍主力及結束戰爭，但這些目的均未能達到；國民政府則因此役爭取到時間成功讓工廠設備轉移至華中以及人員遷移至西南地區，为以后能长期坚持抗战奠定基础。日軍在華中發起數次戰役皆無重大斬獲，中國戰場陷入僵持。裕仁的大本營決定不再作戰略准進攻，以維持現狀為目的。可以作有限進攻，或讓新兵練習實戰:887。
畑俊六所率南北兩路日軍艱難的突破50個中國軍攔截，突入武漢外圍，鑒於武漢外圍已無險可守，國民政府以持久戰略考慮放棄武漢，退至重慶。11月2日，表面上風光無限的畑俊六乘軍艦抵達武漢，次日（明治天皇生日），日军主力进驻汉口并大肆庆祝，而日本已經用盡全力，國內只剩一個師團了。人口數大幅度降低，無法支應戰事。戰局不可避免的走向日本最感痛苦的長期消耗戰。
会战期间，以卢作孚（时任军事委员会水陆运输管理委员会主任）为首的愛國企业家运送大批國軍军队及作战物资到前线，将武汉地区大批工业装备和人员转移到四川，在敌机狂轰滥炸下，川江航线为抗战胜利立下殊勋。總計日軍對西南大後方，投彈60,174枚；重慶受創最烈，尤其是5月3日至5月4日，落彈上萬枚，傷亡慘重:32。此外，苏联航空志愿队协同中国空军保卫武汉，是為「武漢空戰」。
会战迫使日军大本营重新调整对华战略，改为政治诱降为主、军事进攻为辅的战略，以求尽快结束所謂的“支那事变”。日本政治诱降中国国民党副总裁汪精卫，然而到1940年，汪精卫政权在中国国内影响甚小，无法左右抗日力量最强的黄埔系军队，于是选定蒋中正为诱降对手，但终未成功。
武汉会战历时4个多月，中国军队遵循「守武汉而不战于武汉」的指导方针，利用武汉周边地形，配合有效的游击战，对日军节节抵抗，在无力阻止日军攻势时果断放弃武汉，留给日军一座空城。此战国军伤亡40万人，日军损失10余万，无力继续进攻，中国抗日战争开始战略相持。
武漢失守以後，抗日力量基本上失去所有戰略要地，导致了大量难民和工业基础的重大破坏:472。但中国達成了下列的戰略目標：一、使日軍原本南北向的作戰線，轉為東西向，解除了國軍主力於抗戰初期即被日軍圍殲於沿海地區的危機；二、爭取了時間，將部分東南沿海的戰略物質、軍工生產設備，遷移到大後方，也保留了持續防守的能力，国军甚至在1939年组织多次攻势，给日军造成比武汉会战更惨重的损失。

## 纪念
为了纪念武汉会战，根据2004年8月1日起施行的《武汉市人民防空条例》，自2004年起，武汉市于每年10月25日16时至16时30分进行全市人民防空警报试鸣。